# Luis Camnitzer
Luis Camnitzer (6 de noviembre de 1937, Lübeck, Alemania) es un pintor y artista, poeta visual,  crítico, docente y teórico uruguayo nacido en Alemania y residente en Estados Unidos desde 1964. En 2002 recibió el Premio Konex Mercosur.

## Trayectoria
Es una figura líder del conceptualismo latinoamericano
Sus padres fueron refugiados judíos que huyeron de la Alemania nazi en 1939 a Uruguay. Creció en Montevideo, estudió en la Escuela de Bellas Artes de Uruguay y en la Academia de Múnich Recibió la Beca Guggenheim en 1961 y 1982.   
Es Professor Emeritus de la State University of New York.
Su obra se halla en el Tate Modern, MoMA, El Museo del Barrio y el Museo La Tertulia, con retrospectivas en el Bronx (1991), Kunsthalle Kiel (2003), Daros Museum (2010) y El Museo del Barrio (2011). Participó en la Bienal de La Habana (1984, 1986 y 1991), Bienal de Venecia (1988), Bienal del Whitney (2000), Documenta 11 (2002) y la Universidad Nacional de Colombia.
En 2019 defiende su tesis doctoral dirigida por Isidro López-Aparicio en el Museo Centro de Arte Reina Sofía en la Liberis Artium Universitas (LAU).
Vive en Great Neck.
Recibió el Premio Konex Mercosur 2002.

## Publicaciones
- New Art of Cuba (1994, 2003)
- Conceptualism in Latin American Art: Didactics of Liberation (2007), traducido al español como "Didáctica de la liberación: Arte conceptualista latinoamericano (2008).
- De la Coca-Cola al arte boludo, selección y edición: Gonzalo Pedraza, Edición Metales Pesados, Santiago de Chile, 2009.